# Établissement pénitentiaire spécialisé pour mineurs de Quiévrechain
L'établissement pénitentiaire spécialisé pour mineurs de Quiévrechain, également connu en tant qu'établissement pénitentiaire pour mineurs de Quiévrechain ou EPM de Quiévrechain, est un établissement pénitentiaire spécialisé pour mineurs français situé dans la commune Quiévrechain, dans le département français du Nord et dans la région des Hauts-de-France.
L'établissement dépend du ressort de la direction interrégionale des services pénitentiaires de Lille. Au niveau judiciaire, l'établissement relève du tribunal judiciaire de Valenciennes et de la cour d'appel de Douai. Ouvert en 2007, il a une capacité de 60 places.

## Histoire
Il est évoqué dans les médias au début du mois d'octobre 2023 lorsque deux détenus mineurs non accompagnés, l'un détenu pour viol aggravé, l'autre pour meurtre, s'évadent de cet établissement en sciant les barreaux de leur cellule et en tressant une corde avec leurs draps,,. Ils sont interpelés le lendemain en Belgique alors qu'ils se font soigner dans un hôpital.